# Rébellion de 1088
La rébellion de 1088 se déroule en Angleterre durant le printemps et l'été 1088. Elle est provoquée par la volonté de barons anglo-normands de réunir sous un commandement unique le duché de Normandie et le royaume d'Angleterre, que Guillaume le Conquérant a légué, à sa mort en 1087, respectivement à ses fils Robert Courteheuse et Guillaume le Roux. La rébellion est un échec, mais les conséquences sont minimes pour les rebelles.
La chronologie précise et l'ordre de succession exact de certains événements ne sont pas certains à cause du manque de sources contemporaines ou de leur contradiction.

## Contexte
Sur son lit de mort, le roi Guillaume le Conquérant choisit de diviser ses possessions en deux. À son fils aîné Robert Courteheuse, il donne sa possession la plus ancienne, son patrimoine, le duché de Normandie, et à son cadet Guillaume le Roux, le royaume d'Angleterre, conquis depuis seulement 20 ans. 
Pour les nombreux barons qui possèdent des terres des deux côtés de la Manche, la situation pose de gros problèmes de loyauté. Orderic Vital retranscrit leur discours ainsi : 
« Comment pouvons-nous correctement obéir convenablement à deux seigneurs si différents et si éloignés l'un de l'autre ? Si nous servons dignement Robert, le duc de Normandie, alors nous offenserons son frère Guillaume, et il nous dépouillera des grands biens et des hautes dignités que nous possédons en Angleterre. Si nous nous soumettons convenablement au roi Guillaume, le duc Robert nous privera en Normandie de nos héritages paternels. »
Rapidement certains riches barons décident que cette situation intenable doit être réglée en réunissant les deux territoires sous un même commandement, celui du duc Robert. 

## Déroulement

### Préliminaires
La Chronique anglo-saxonne fait débuter la conspiration au carême de 1088 (après le 1er mars), et la campagne de destruction des rebelles à Pâques (16 avril). Il existe toutefois des indices d'un déclenchement plus précoce des hostilités. D'après le récit d'un miracle advenu à l'abbaye de Fécamp, le duc Robert Courteheuse décide de s'emparer immédiatement du trône de son frère. Dès l'hiver 1087, il engage des pirates afin qu'ils capturent tous les bateaux en provenance d'Angleterre, probablement pour constituer une flotte importante en vue d'une invasion.
Dans le même temps, la conspiration en Angleterre est menée par Odon de Conteville, l'évêque de Bayeux et oncle du roi, tout juste libéré de 5 années d'emprisonnement à la mort de son demi-frère Guillaume le Conquérant, et Roger II de Montgommery, comte de Shrewsbury. Leur plan est de se rebeller contre le roi, et de sécuriser la plus grande partie du Kent, afin qu'il serve de lieu de débarquement pour l'invasion du duc. 
Les garnisons castrales de Douvres, Hastings et Londres se rebellent, mais chacune échoue à prendre sa ville. Ces échecs sont datés d'avant le 12 mars.
Durant les cinq semaines suivantes, chaque camp organise ses forces, se préparant au conflit ouvert. Les rebelles stockent des provisions et fortifient leurs châteaux. Le roi n'est pas non plus en position de lancer une campagne militaire d'envergure, surtout en se basant sur des rumeurs ou des soupçons. Pâques est un tournant dans le conflit, puisque les rebelles ne se présentent pas à la cour du roi.
Le roi mobilise alors tous les hommes qu'il peut pour son armée.

### Forces en présence
Au total, cinq conjurés figurent parmi les dix plus gros propriétaires terriens recensés dans le Domesday Book en 1086 : Odon de Bayeux, Robert de Mortain, Geoffroy de Montbray, évêque de Coutances, Roger II de Montgommery et Eustache III de Boulogne.
Un parti avancé en Angleterre a aussi été formé par le duc Robert. Installé à Rochester, il est constitué de Eustache III de Boulogne, trois fils de Roger II de Montgommery, dont Robert II de Bellême, et d'une troupe de chevaliers flamands.
Odon s'est installé dans la ville fortifiée de Rochester dont il contrôle aussi le château. Il a choisi cette ville car d'une part, elle est à mi-chemin de Londres et Cantorbéry, et d'autre part, elle peut être ravitaillée depuis le continent par la mer. À l'été sa garnison est de 500 chevaliers. Robert de Mortain tient Pevensey sur la côte du Sussex, et Gilbert FitzRichard, lord de Clare, tient le château de Tonbridge. Ils cherchent à créer une ligne de défense qui isolera un grand territoire du royaume au sud-est, comprenant pratiquement tout le Kent.
Les principaux soutiens du roi sont Hugues d'Avranches, comte de Chester, Guillaume de Warenne, Robert FitzHamon et Lanfranc, l'archevêque de Cantorbéry. Henri de Beaumont, est un soutien influent qui se révélera lors de ce conflit.

### La rébellion des barons
Avec le retour du printemps en 1088, les barons lancent leur campagne en mettant à sac les terres et fermages du roi et de ses soutiens. Odon entreprend des raids ravageurs contre les possessions archiépiscopales de Cantorbéry.
Geoffroy de Montbray et son neveu Robert, comte de Northumbrie, mettent à sac Bristol, Bath, Berkeley et une grande partie du Wiltshire, mais échouent dans leur tentative de prise d'Ilchester.
Guillaume d'Eu, fils de Roger Ier, comte d'Eu mène une campagne dans le nord du Gloucestershire contre Berkeley.
Une invasion conséquente est lancée depuis les terres de la marche galloise de Roger II de Montgommery. Roger de Lacy, lord de Weobley, Ralph de Mortimer, lord de Wigmore, et Bernard de Neufmarché lève une armée de Gallois, Normands et Anglais. Ils prennent Hereford, brûle Gloucester et ravagent le Worcestershire. Quand ils menacent la ville de Worcester, les habitants organisent la résistance, et, menés par l'évêque Wulfstan de Worcester, prennent leurs assaillants par surprise et les mettent en déroute, tuant plusieurs centaines de soldats. 
Il y a aussi des rébellions dans l'est du pays, mais les chroniques contemporaines nous livrent peu d'informations à ce sujet. Ainsi Hugues de Grandmesnil dans les Midlands, et Roger Bigot, shérifs respectivement du Leicestershire et de Norfolk, ont des comportements suspects.

### La réaction du roi
La réponse de Guillaume le Roux est triple. D'abord, pour diviser ses ennemis, il promet à ceux qui reviendront vers lui qu'ils recevront autant d'argent et de terres qu'ils le voudront. Cela lui permet de se réconcilier avec Roger II de Montgomery qui tenait le château d'Arundel (Sussex). Il fait probablement au comte des promesses extravagantes qu'il ne tiendra pas.
Ensuite, il fait la promesse à ses troupes assemblées d'un bon gouvernement. Il promet aussi au peuple anglais dans son ensemble de restaurer les meilleures lois qu'il ait jamais connues, d'abolir les impôts injustes et de redonner les droits de chasse. 
Enfin, ayant identifié son oncle Odon de Bayeux comme son adversaire principal, il marche sur Rochester à la fin du mois d'avril. Il laisse ses commandants régionaux s'occuper des autres rébellions, et envoie une flotte garder les côtes du pays afin d'intercepter la flotte du duc. Il choisit d'abord de protéger ses arrières en neutralisant Tonbridge qui est tenu par Gilbert FitzRichard de Clare et son frère Roger. Le siège ne dure que deux jours, et Gilbert est blessé.
Guillaume le Roux se tourne alors vers Rochester, mais il est informé qu'Odon de Bayeux a rejoint son frère Robert à Pevensey, car celui-ci aurait reçu des renforts du duc Robert Courteheuse. Il se dirige donc vers le sud, et assiège le château de Pevensey.
Pendant ce temps, les rebelles retranchés à Rochester continuent leurs raids sur Cantorbéry, mais le roi ne se laisse pas distraire. Une force navale envoyée par le duc est interceptée en mer et en partie détruite. Guillaume de Warenne est blessé à la jambe, et meurt à Lewes, le 24 juin.

### Le siège de Rochester
Au bout de six semaines de siège, le château de Pevensey tombe, Odon de Bayeux et Robert de Mortain se rendent. Odon accepte de négocier la reddition du château de Rochester dans lequel sont retranchés quelques barons normands et flamands. Le roi Guillaume l'envoie imprudemment avec un détachement devant le gros des troupes, mais Odon et son escorte sont capturés par la garnison de Rochester, et la rébellion continue.
Le roi fait alors construire deux contre-châteaux pour verrouiller la ville. Lorsque les négociations de redditions débutent en juillet, les barons restés fidèles au roi le pressèrent de faire preuve de clémence envers les vaincus. Orderic Vital décrit les suppliques des barons s'adressant au roi :
« Si l'indulgence remplace le ressentiment dans votre cœur, si vous conservez auprès de vous avec bonté les coupables, ou si du moins vous les laissez aller en paix, vous tirerez encore dans beaucoup de circonstances un parti avantageux de leur amitié et de leurs services. Le même homme qui vous blessa peut, par la suite, vous servir comme ami. »
Robert Courteheuse a attendu trop longtemps pour lancer son offensive. Ce fut son incapacité à envoyer des renforts qui fit échouer cette rébellion.

## Conclusion
Odon, auparavant l'homme le plus riche d'Angleterre après le roi, est dépouillé de tous ses biens, et est banni d'Angleterre. Il se réfugie en Normandie. Son frère Robert de Mortain est autorisé à rester dans le royaume et garde ses biens. Geoffroy de Montbray est pardonné, et est même autorisé à participer au procès de Guillaume de Saint-Calais. Il est néanmoins possible qu'il se soit réconcilié avec le roi au cours du conflit, car le duc de Normandie avait vendu tout le Cotentin (où se trouve son diocèse) à son frère Henri pour 10 000 marcs d'argent.
Henri de Beaumont fut fait comte de Warwick, Guillaume de Warenne comte de Surrey, et Robert FitzHamon reçut l'honneur de Gloucester.
Guillaume de Saint-Calais fut jugé à Salisbury pour désertion, et dépouillé de ses possessions séculières, puis exilé. Le roi Guillaume II, de manière pragmatique, garda les barons dont il avait besoin, et se débarrassa de ceux qui étaient une menace. Il récompensa ceux qui lui avaient été fidèles et d'un grand secours. 
Guillaume II le Roux et son frère aîné Robert Courteheuse mettront fin à leur conflit par le traité de Caen en 1091.

### Sources
- Frank Barlow, William Rufus, Yale University Press, 1983, p. 74-84.  (ISBN 0300082916).